# Hodei Oleaga
Hodei Oleaga Alarcia (Llodio, Álava, 29 de diciembre de 1996) es un futbolista español que juega como portero en el CD Guijuelo de Segunda Federación.

## Trayectoria
Hodei llegó a las categorías inferiores del Athletic Club en edad juvenil, en enero de 2013, tras haberse formado desde categoría benjamín en la SD Laudio.En la siguiente temporada fue cedido al conjunto juvenil del Arenas Club, regresando al juvenil del Athletic Club para la campaña 2014-15.En sus primeros años como rojiblanco alternó la portería con Markel Areitio.
En 2015 promocionó al CD Basconia de Tercera División, donde pasó dos temporadas. En la primera de ellas jugó diecisiete encuentros, compartiendo el puesto con Unai Simón, mientras que en la segunda temporada disputó veinticinco partidos.
En 2017 ascendió al Bilbao Athletic, donde volvió a coincidir con el portero alavés. En su primera campaña en el filial apenas disputó nueve partidos. Comenzó la temporada 2018-19 entrando en seis convocatorias del Athletic Club por la lesión de Iago Herrerín, regresando a su puesto en el filial después de ello.Finalmente, acabó la temporada con diecisiete partidos disputados en el filial.En verano de 2019 realizó la pretemporada con el Athletic Club aunque, el 27 de agosto de 2019, fue cedido a la UD Melilla por una temporada.El 30 de julio de 2020 rescindió su contrato con el Athletic Club, después de haber disputado veintisiete encuentros con el club norteafricano.
El 5 de agosto de 2020 firmó por el Barakaldo C. F. de Segunda B, donde disputó una decena de partidos.Un año más tarde se marchó a la SD Gernika de Segunda Federación, donde jugó tres encuentros siendo suplente de Ibon Ispizua. El 29 de agosto de 2022 se incorporó al Sestao River, donde disputó catorce partidos y logró el ascenso a Primera Federación.Un año más tarde, en junio de 2023, fichó por el Arenas de Getxo de Segunda Federación.
En julio de 2024 se incorporó al CD Guijuelo, tras una gran campaña en el Arenas.

## Clubes
| Club                             | País   | Año         |
| -------------------------------- | ------ | ----------- |
| CD Basconia                      | España | 2015 - 2017 |
| Bilbao Athletic                  | España | 2017 - 2020 |
| Unión Deportiva Melilla (cedido) | España | 2019 - 2020 |
| Barakaldo Club de Fútbol         | España | 2020 - 2021 |
| SD Gernika                       | España | 2021 - 2022 |
| Sestao River                     | España | 2022 - 2023 |
| Arenas Club de Getxo             | España | 2023 - 2024 |
| CD Guijuelo                      | España | 2024 - Act. |